# Биркенау (Оденвалд)
Биркенау (њем. Birkenau) општина је у њемачкој савезној држави Хесен. Једно је од 22 општинска средишта округа Бергштрасе. Према процјени из 2010. у општини је живјело 10.093 становника. Посједује регионалну шифру (AGS) 6431004.

## Географски и демографски подаци
Биркенау се налази у савезној држави Хесен у округу Бергштрасе. Општина се налази на надморској висини од 120 метара. Површина општине износи 24,6 km².

## Становништво
У самом мјесту је, према процјени из 2010. године, живјело 10.093 становника. Просјечна густина становништва износи 411 становника/km².

## Међународна сарадња
| Мјесто | Држава    | Врста сарадње | Од    |
| ------ | --------- | ------------- | ----- |
|        | Француска | партнерство   | 1978. |
| Извор  |           |               |       |